# Evropski sporazum o mednarodnem prevozu nevarnih snovi po cesti
Evropski sporazum o mednarodnem prevozu nevarnih snovi po cesti (angleško European Agreement concerning the International Carriage of Dangerous Goods by Road (ADR)) je mednarodni sporazum med državami o prevozu nevarnih snovi po cesti. Pripravila ga je Ekonomska komisija za Evropo pri Organizaciji združenih narodov v Ženevi (ECE/Europa). 
Razvil se je po drugi svetovni vojni iz Evropskega sporazuma o mednarodnem železniškem prevozu nevarnega blaga RID, ki izhaja iz leta 1890.
ADR je bil podpisan že 30. septembra 1957, toda podrobnejša pravila priloge A in B ADR, so bila objavljena šele 12 let pozneje in sicer leta 1969.

## Sestava ADR-a
- Priloga A vsebuje splošne določbe in določne o nevarnih snoveh in predmetih:
  - Seznam vsega nevarnega blaga, ki ga je treba prevažati kot nevarnega (Vsaki snovi je določena enotna štirimestna številka (znana kot UN število ali identifikacijska števka; npr. UN 1789 klorovodikova kislina, 1 203 bencin). Blago je tako mogoče prepoznati v vseh državah, kar olajša tudi reševanje ob nesreči. Vsako nevarno blago je, glede na prevladujočo nevarnost, uvrščeno v določen razred.)
  - Določbe za pakiranje
  - Postopki odpošiljanja
  - Zahteve za izdelavo embalaže in cistern
  - Določbe o pogojih za prevoz, nakladanje in razkladanje
- Priloga B vsebuje določbe o prevozni opremi in prevozni dejavnosti:
  - Določbe o posadki vozila, opremi, prevozni dejavnosti in dokumentih
  - Zahteve za izdelavo in odobritev vozil

## Izvajanje sporazuma
Sporazum nima skupnega organa za kontrolo izvajanja. To pomeni, da posamezna država izvaja cestne kontrole na svojem ozemlju skladno s svojo domačo zakonodajo.Dovoljenje izdaja Ministrstvo za promet, razen za prevoz jedrskih odpadkov, ko morajo imeti šoferji, ki prevažajo nevarno snov poleg obnovljenega tečaja ADR vsake dve leti tudi dovoljenje s strani Državnega urada za jedrsko varnost. ADR namreč ne vsebuje določil o kazenskih sankcijah. Glede na interes enotnega trgovinskega in gospodarskega območja v Evropski uniji so v vseh državah Evropske unije in še nekaterih drugih državah sprejeli prilogi A in B kot osnovo za domačo zakonodajo.

## Države kjer velja ADR sporazum
Albanija, Andora, Azerbejđan, Belorusija, Belgija, BiH, Bolgarija, Češka, Črna gora, Danska, Estonija, Finska, Francija, Hrvaška, Irska, Italija, Kazahstan, Ciper Lichenstein, Litva, Luxemburg, Madžarska, Malta, Makedonija, Maroko, Moldavija, Nemčija, Nizozemska, Poljska, Portugalska, Romunija, Rusija, Slovenija, Slovaška, Severna Irska, Velika Britanija, Srbija, Španija, Švedska, Švica, Tunizija, Ukrajina.

## Razvrstitev nevarnega blaga po ADR-u
1.razred - eksplozivne snovi,
2.razred - plini,
3.razred - vnetljive tekočine,
4.1.razred - vnetljive trdne snovi,
4.2.razred - samovžigne snovi,
4.3 razred - snovi, ki ob stiku v vodo tvorijo vnetljive pline,
5.1 razred - oksidirajoče snovi,
5.2.razred - organski peroksidi,
6.1.razred - strupene snovi,
6.2.razred - kužne snovi,
7.razred - radioaktivne snovi,
8.razred - jedke snovi,
9.razred - razne nevarne in strupene snovi

## Označevanje vozil za prevoz nevarnih snovi
Označevanje vozil poteka s pomočjo ustreznih nalepk in tablic.Vozilo mora biti označena na vseh štirih straneh. Oznake bele bave so pritrjene na zunanjost zabojnikov, cistern,torej tistih transportnih sredstev v katerih se nevarna snov prevaža.
Narejene so kot piktogrami, v zgornji polovici je slika nevarnosti, v spodnjem delu pa številka nevarnosti. Dimenzije plošče so 40 cm po dolžini 30 cm v višino.Imeti morajo minimalno 1,5 cm črnega roba.Plošče nevarnosti so pravokotne barve, odsevno oranžne barve , v primeru požara morajo ostati vidne vsaj 15 minut. Razdeljena je na dva dela. V zgornjem delu je Kemlerjevo število ,ki predstavlja številko nevarnosti, v spodnjem delu pa je UN številka.

## Razlaga pomena številke v oranžnem znaku
Prva številka pomeni razred v katerega nevarna snov spada, drugo število označuje vrsto nevarnosti.
0. - ni posebne nevarnosti
1. - nevarnost eksplozije
2. - nevarnost nastanka plinov
3. - vnetljivost
4. - taline- navarnosti, ki jih predstavljajo
5. - oksidirajoče lastnosti
6. - strupenost
7. - radioaktivnost
8. - nevarnost burne kemijske reakcije
9. - tveganje ob spontanih kemijskih reakcijah
Dvojne številke na tabelah pomenijo dvojno nevarnost, povečano nevarnost.
66 - zelo močan strup
77 - zelo močno radioaktivna snov
88 - zelo močno jedka snov  
Drugo število je mednarodna oznaka za nevarno snov.

## UN število
V Sloveniji obstaja baza nevarnih snovi, ki so označena z UN številom. Bazo podatkov je uredila Uprava za zaščito in reševanje Republike Slovenije.Imenuja se NevSnov.
Primeri UN številk : 
1005 - Amonijak
1230 - Metanol
1203 - Bencin
V Sloveniji ureja to področje »Zakon o prevozu nevarnega blaga« - ZPNB.

## Obvezna oprema v vozilu
V vsakem vozilu mora biti obvezna oprema in sicer brezrokavnik z odsevniki , par rokavic, varovalna očala, na kemikalije odporna zaščitna obleka in čevlji, zaščitna maska. Oprema mora biti pripravljena za voznika in za vsakega dodatnega potnika v vozilu. V vozilu mora biti še lopata, gasilni aparat, prva pomoč, izpiralka za oči.